# Chang'e 1
För andra betydelser, se Chang'e (olika betydelser).
Chang'e 1 (嫦娥一号) var en kinesisk rymdsond som hade i uppdrag att studera månen. Rymdsonden sköts upp den 24 oktober 2007 från Xichangs satellituppskjutningscenter. Chang'e 1 gick in en i omloppsbana runt månen den 5 november 2007 och de första bilderna skickades tillbaka den 26 november 2007. Uppdraget var enligt planerna tänkt pågå i ett år, men förlängdes något och pågick till den 1 mars 2009. Flygningen avslutades med att man medvetet kraschade rymdsonden på månens yta.
Chang'e 1 är namngiven efter den kinesiska mångudinnan Chang'e.

### Fotnoter
1. ↑  ”NASA Space Science Data Coordinated Archive” (på engelska). NASA. https://nssdc.gsfc.nasa.gov/nmc/spacecraft/display.action?id=2007-051A. Läst 27 mars 2020.